# Kargeskopf
Der Kargeskopf ist ein 585 m ü. NHN hoher Berg im Harz. Er liegt bei Lonau im gemeindefreien Gebiet Harz des niedersächsischen Landkreises Göttingen.

## Geographie

### Lage und Berghöhe
Der Kargeskopf erhebt sich im Mittelharz und im Nationalpark Harz. Sein Gipfel liegt 1,5 km nordöstlich der Dorfkirche von Lonau, einem Stadtteil von Herzberg am Harz. Nach Nordosten leitet die Landschaft mit geringer Schartenhöhe zum Braakberg (645,5 m) über, und nach Südwesten fällt sie zu einem weiteren Braakberg (515 m) ab.
Im Osten ist der Kargeskopfes durch das Hackenstieltal vom Franzosenkopf (562 m) getrennt. Südlich des Berges befindet sich das Mariental in dem die Kleine Lonau fließt, und nordwestlich vorbei verläuft die Große Steinau. Über den Berg verläuft ein Fastweg.
Der Kargeskopf ist etwa 585 m hoch. Etwa 250 m ostsüdöstlich der Gipfelregion liegt eine 580,1 m hohe Spornstelle (⊙).

### Naturräumliche Zuordnung
Der Kargeskopf gehört in der naturräumlichen Haupteinheitengruppe Harz (Nr. 38), in der Haupteinheit Oberharz (380) und in der Untereinheit Südlicher Oberharz (380.8) zum Naturraum Sieberbergland (380.82). Nach Nordwesten fällt die Landschaft zur Großen Steinau ab, die auf der Grenze zur Untereinheit Südlicher Acker-Rücken (380.9) fließt.

## Schutzgebiete und Bewaldung
Auf dem Kargeskopf liegen Teile des Fauna-Flora-Habitat-Gebiets Nationalpark Harz (Niedersachsen) (FFH-Nr. 4129-302; 157,7 km² groß) und des Vogelschutzgebiets Nationalpark Harz (VSG-Nr. 4229-402; 155,59 km²). Der Berg ist auf tieferen Lagen mit Buchen und auf der Gipfelregion mit Fichten bewachsen.